# ویکتور کوستا
ویکتور کوستا (انگلیسی: Víctor Cuesta؛ زادهٔ ۱۹ نوامبر ۱۹۸۸) بازیکن فوتبال اهل آرژانتین است.
از باشگاه‌هایی که در آن بازی کرده‌است می‌توان به باشگاه اتلتیکو ایندپندینته، باشگاه فوتبال اتلتیکو هوراکان، و باشگاه فوتبال آرسنال ساراندی اشاره کرد.
وی همچنین در تیم‌های ملی فوتبال آرژانتین و زیر ۲۳ سال آرژانتین بازی کرده‌است.